# Datu Saudi Ampatuan
Datu Saudi-Ampatuan ist eine philippinische Stadtgemeinde in der Provinz Maguindanao del Sur.

## Baranggays
Datu Saudi-Ampatuan ist politisch in 14 Baranggays unterteilt.
- Bakat
- Dapiawan
- Elian
- Ganta
- Gawang
- Inaladan
- Kabengi
- Kitango
- Kitapok
- Madia
- Pagatin
- Penditen
- Salbu
- Sambulawan